# ラジュー出世する
『ラジュー出世する』（ラジューしゅっせする、Raju Ban Gaya gentleman, राजू बन गया जेंटलमैन）は1992年製作のインド映画である。
日本公開は1997年である。

## 概説
日本では、1954年公開の『アーン』『灼熱の決闘』以来、43年振り、3本目のロードショー公開となるインド娯楽映画。次いで公開された『ムトゥ 踊るマハラジャ』に先立ってマサラ映画ブームの礎を作った。公開時のキャッチコピーは「アジアン・エンターテイメントの最終兵器（リーサル・ウェポン）ついに登場」「ちょーお色気、めちゃお笑い、こてこてインドの大娯楽映画、42年ぶりのロードショー」であった。通常インド娯楽映画は前後編に分かれ、途中休憩が入る作りになっているが、日本公開時には休憩を取らずに連続して上映されている。しかしながら、新宿東映パラス2における公開時にはしっかり休憩をとった珍しい作品でもある。主演のシャー・ルク・カーンは公開当時はインドの織田裕二と称されていた。インドでは公開と同時にチケットが一ヶ月先まで売り切れた。

## ストーリー
ダージリンの大学で建築を学んだ青年ラジューは一旗揚げるために大都会ボンベイにやって来るが、あてにしていた友人が夜逃げ、口上を生業とする世俗離れしたジャイのもとに居候する。頭からラジューに水をかけてしまったＯＬのレヌは、やがてラジューと恋仲に。レヌの紹介で彼女の勤めるゼネコンに就職したラジューは、社長令嬢サプナーに気に入られあれよあれよという間に昇進していくが、レヌとの仲は擦れ違うようになり、さらに彼の出世を嫉妬したライバルたちによる罠がラジューを待ち受ける。彼が責任者となった工事現場で人身事故が発生し、また社長の命令でしぶしぶ手を染めた贈賄も発覚、窮地に立たされ仲間たちの信頼も失う。ラジューは身の潔白を示すために動き出す。

## スタッフ
- 監督：アジズ・ミルザー
- 製作：G・P・シッピー
- 脚本：マノジュ・ラールワーニ
- 撮影：ピノード・プラダーン

## キャスト
- ラジュー：シャー・ルク・カーン
- レヌ：ジュヒー・チャウラー
- ジャイ：ナーナー・パテーカル
- サプナー：アムリタ・シン